# Phrurotimpus alarius
Phrurotimpus alarius is een spinnensoort uit de familie van de Phrurolithidae.
De wetenschappelijke naam van de soort werd in 1847 als Herpyllus alarius gepubliceerd door Nicholas Marcellus Hentz.